# Oak Island
Oak Island es un lugar designado por el censo ubicado en el condado de Chambers en el estado estadounidense de Texas. En el Censo de 2010 tenía una población de 363 habitantes y una densidad poblacional de 116,7 personas por km².

## Geografía
Oak Island se encuentra ubicado en las coordenadas 29°39′46″N 94°41′17″O / 29.66278, -94.68806. Según la Oficina del Censo de los Estados Unidos, Oak Island tiene una superficie total de 3,11 km², de la cual 3,11 km² corresponden a tierra firme y (0%) 0 km² es agua.

## Demografía
Según el censo de 2010, había 363 personas residiendo en Oak Island. La densidad de población era de 116,7 hab./km². De los 363 habitantes, Oak Island estaba compuesto por el 65,01% blancos, el 1.38% eran afroamericanos, el 0% eran amerindios, el 17,63% eran asiáticos, el 0% eran isleños del Pacífico, el 13,22% eran de otras razas y el 2,75% pertenecían a dos o más razas. Del total de la población el 22,04% eran hispanos o latinos de cualquier raza.